# Bomba para afincar
«Bomba para afincar» es un sencillo publicado en 1991 por Vico C contenido en el álbum independiente Hispanic Soul. Es considerada la primera canción de reguetón. Aunque algunos consideran que la primera canción fue «She Likes My Reggae» del álbum Misión La Cima también de Vico C, y grabada un año antes, fue el sencillo Bomba para afincar que logró establecer el género del reguetón. La canción es una fusión entre la música roots reggae y el hip hop.

## Antecedentes y lanzamientos
En el año 2016 aparecieron dos versiones del tema realizadas por artistas puertorriqueños. La primera de ellas fue realizada por la agrupación La Tribu de Abrante, en ritmo de bomba puertorriqueña. La segunda por los artistas urbanos Jowell & Randy, como parte del especial "De Puerto Rico para el Mundo", del Banco Popular.
En el álbum Sin Vergüenza de Reach Records y No Apologies Music, el sencillo «La Fiesta» interpretado por Funky y Lecrae contiene una breve referencia a esta canción en el coro de dicha canción.

## Video musical
En el videoclip de Bomba para afincar comienza con sonidos característicos del calipso y luego aparece un rasta tocando la guitarra, también hace alusión a varios países latinos, al término del video aparece Vico C con una camiseta de Bob Marley como una forma de rendirle tributo por su legado, en el video se puede ver un padre e hijo rastas donde se demuestra la influencia que ha tenido los inmigrantes jamaicanos en la isla de Puerto Rico.
"Vico C - Bomba Para Afincar" en YouTube.